# سیارک ۱۶۲۰۰۱
سیارک ۱۶۲۰۰۱ (به انگلیسی: 162001 Vulpius، نامگذاری:1990TH9) صد و شصت و دو هزار و یکمین سیارک کشف شده‌است که در ۱۰ اکتبر ۱۹۹۰ کشف شد.